# Doraemon: Nobita và Mặt Trăng phiêu lưu ký
Doraemon: Nobita và Mặt Trăng phiêu lưu ký (ドラえもん のび太の月面探査記 n.đ. Doraemon: Chuyến thăm dò bề mặt Mặt Trăng của Nobita) là một phim điện ảnh anime thể loại khoa học viễn tưởng sản xuất năm 2019 của đạo diễn Yakuwa Shinnosuke, nằm trong loạt manga và anime Doraemon. Đây là phim chủ đề thứ 39 nằm trong series anime Doraemon. Nội dung phim kể về chuyến phiêu lưu trên Mặt Trăng của nhóm bạn nhờ vào "Huy hiệu thành viên Câu lạc bộ dị thuyết". Cuộc vui nhanh chóng bị gián đoạn khi Nobita và mọi người biết được rằng Luka mang năng lực đặc biệt đang bị một kẻ xấu tấn công và bắt giữ. Cả nhóm nhanh chóng lên đường giải cứu dù gặp nhiều gian nan, trắc trở.
Sau khi công chiếu tại Nhật Bản, Shogakukan phân phối Doraemon: Nobita no Getsumen Tansa-ki dưới dạng DVD và Blu-ray, đồng thời được trình trình chiếu tại một số quốc gia khác như Trung Quốc, Brunei, Philippines, Malaysia, Singapore, Đài Loan, Hồng Kông, Indonesia và Thái Lan. Tại Việt Nam, phim được khởi chiếu lần đầu vào ngày 24 tháng 5 năm 2019 với hai phiên bản: phụ đề và lồng tiếng Việt. Sau này phiên bản lồng tiếng Việt được POPS Worldwide mua bản quyền và phát hành trên kênh YouTube POPS Kids vào ngày 16 tháng 5 năm 2024.

## Nội dung
Trên bề mặt Mặt trăng, robot Nanyotake thuộc Cơ quan Vũ trụ Nhật Bản đang thăm dò trên về mặt Mặt trăng thì gặp một bóng trắng kì lạ rồi bị một luồng năng lượng vô hình tấn công và mất liên lạc với mặt đất.
Quay về Trái đất vào một buổi sáng, Nobita bị đánh thức bởi tiếng gọi của mẹ vì đi học muộn. Cậu chạy xuống cầu thang nhưng không may bị ngã và đang phàn nàn thì tin tức trên TV thu hút sự chú ý của Nobita về một điều gì đó bí ẩn trên mặt trăng,cụ thể là robot thăm dò Mặt trăng tên Nayotake quay được một bóng trắng kì lạ (các nhà khoa học Nhật Bản dự đoán là do bão mặt trời) bỗng dưng gặp sự cố và mất liên lạc. Về đến trường, cậu nói với các bạn trong lớp đó là thỏ Mặt Trăng (Thỏ ngọc) khi mọi người đang bàn tán xôn xao về tin này nhưng không những không ai tin mà còn bị chê cười. Cậu cố gắng làm cho họ tin tưởng và bắt đầu bắt chước những con thỏ làm bánh mochi. Trong khi đang cầm chiếc thước kẻ và cố thuyết phục mọi người, cậu vô tình đánh trúng mặt thầy giáo của mình và bị phạt đứng ngoài hành lang. Khi cậu về nói với Doraemon về điều này, thậm chí Doraemon còn cười và giải thích rằng điều này là không thể. Nhưng Nobita vẫn quyết tâm nên Doraemon phải lấy ra một bảo bối là "Huy hiệu câu lạc bộ dị thuyết" và tạo ra một bầu khí quyển trên Mặt Trăng. Sử dụng đất sét động vật, họ tạo ra “Moonbit” - Thỏ Mặt trăng hình tròn và cả một vương quốc. Khi Nobita và Doraemon về nhà, mẹ bảo Nobita đi cắt cỏ lau ở chân núi sau trường cho Lễ ngắm trăng. Ở đó cậu nhìn thấy một cậu bé, nhưng khi Nobita gọi cậu ta thì đột nhiên cậu biến mất một cách bí ẩn sau cơn gió.
Ngày hôm sau, một học sinh mới tên là Luka đến, và Nobita vô cùng ngạc nhiên khi thấy đó chính là cậu bé mà cậu đã nhìn thấy ngày hôm qua. Ngay khi Nobita về đến nhà, cậu đã nhờ Doraemon đưa đến Vương quốc thỏ. Khi đến đó, họ thấy những cây tre đang phát sáng, đó là hiệu ứng của "Rêu Mặt Trời", do họ phát tán trước đó. Vài phút sau đó Luka bay đến nhà Nobita mở cửa tuy nhiên cậu chưa đeo huy hiệu nên không khí bị hút ra ngoài cánh cwar bay tứ tung. Sau đó, Nobita đang ở bãi đất trống với Shizuka, Jaian và Suneo và cậu ấy đưa cho họ huy hiệu và mời họ đến Vương quốc. Luka tham gia cùng họ và họ được chào đón hoành tráng tại Vương quốc thỏ ngọc, tại đây, họ gặp một chú thỏ giống Nobita và đặt tên là “Nobbit” và trêu chọc Nobita. Shizuka yêu cầu Nobbit cho họ một chuyến tham quan ở nơi này. Doraemon tiết lộ rằng họ có thể nhìn thấy vương quốc này nhờ huy hiệu mà họ đang đeo và cảnh báo họ không được tháo nó ra bởi vì hiện tại họ đang ở trên Mặt Trăng nên khi tháo ra thì sẽ không có oxy để thở cũng như Vương quốc Thỏ ngọc sẽ biến mất.
Sau khi Doraemon nói vài giây, một con quái vật thỏ khổng lồ (sản phẩm thất bại do Nobita tạo ra khi làm Moonbit) đến và tàn phá. Nobita rơi xuống vực sâu và rớt huy hiệu. Ngay sau đó cả nhóm đến nơi, và Nobbit, người đã nhìn thấy mọi thứ nói với họ rằng Nobita đã ngã xuống. Doraemon rất lo lắng cho Nobita vì cậu ấy sẽ không thể thở được. Giọng Nobita từ bên dưới vang lên, cả nhóm phát hiện ra Nobita đã an toàn và sớm biết rằng Luka không phải là người Trái Đất.
Luka thực chất là người Espal đến từ hành tinh Kaguya và cậu có sức mạnh đặc biệt, được gọi là “Ether”. Luka giới thiệu bạn bè với chị gái Luna của mình, Luka dẫn nhóm bạn đến nơi mình để con tàu đi từ Kaguya đến. Lúc họ đi đến nơi đột nhiên một tiếng ồn khủng khiếp vang lên và phát hiện ra rằng đó là bài hát của Aru. Luka nói với mọi người rằng sức mạnh của Aru khá khác biệt so với các Espal khác và Aru cũng có thể tiên tri về tương lai. Cả nhóm quyết định thực hiện Cuộc đua xe không gian trên bề mặt Mặt Trăng. Jaian, Suneo và Aru dẫn trước. Xe của họ sắp va phải tảng đá khổng lồ, nhưng Aru đã sử dụng sức mạnh của mình để phá hủy nó. Những người khác đến đó và Luka tiết lộ rằng họ đang cố gắng trốn tránh quân đội hành tinh Kaguya và nói rằng Diabolo trước đó đã sử dụng sức mạnh Ether để phá hủy Mặt Trăng của hành tinh Kaguya để thể hiện sức mạnh của mình, nhưng các mảnh vỡ của Mặt Trăng đã rơi xuống toàn bộ Hành tinh Kaguya cùng với đợt phun trào núi lửa,động đất,sóng thần đã khiến nó đã trở thành một hành tinh đen tối, vì vậy cha mẹ cậu đã sử dụng một con tàu để đưa tất cả Espal lên vũ trụ để tránh bị lợi dụng để làm những điều tai hại một lần nữa.
Sau đó, đột nhiên, quân đội Kaguya đến để bắt tộc Espal. Sau đó, các Espal khác cũng từ chỗ ẩn nấp của họ để tìm hiểu về vụ nổ. Quân đội Kaguya đã sử dụng đống cát đỏ để làm suy yếu Espal. Quân đội Kaguya giờ đã bắt tất cả Espal ngoại trừ Luka trong khi Doraemon bảo mọi người chạy về phía "Cánh cửa thần kì" để trốn thoát nhưng Luka quyết định ở lại và cậu cũng bị bắt.
Cánh cửa bất kỳ phát nổ do quân đội Kaguya phá hủy. Nobita bảo Doraemon sử dụng "Chong chóng tre" để bay lên Mặt Trăng, nhưng Doraemon từ chối vì từ Trái đất lên Mặt trăng rất xa trên thực tế khoảng 580 000km. Sau đó Mozzo, con rùa của Luka thoát ra khỏi áo của Shizuka và bảo họ sử dụng con tàu khẩn cấp mà cậu và Luka đã sử dụng để đến Trái Đất. Doraemon nói với mọi người rằng cậu ấy có thể cải tiến nó cho đến buổi tối và Doraemon nói với mọi người phải tập trung tại ngọn núi sau trường học lúc 7 giờ tối. Lúc 7 giờ, họ bay đi và Doraemon bảo mọi người hãy nghỉ ngơi vì họ sẽ mất cả ngày để đến được đó.
Khi đến đó, họ tìm thấy Nobbit đang nói điều gì đó, họ quyết định đi theo cậu và tìm ra Luna. Luna tiết lộ rằng Luka đã đưa huy hiệu của cậu cho cô ấy còn Luka bị Quân đội Kaguya bắt đi, và đó là lý do tại sao cô ấy đã trốn thoát được. Nobita, Doraemon, Suneo, Mozzo và Jaian quyết định đến Kaguya và Doraemon đưa cho Shizuka túi chữa bệnh, túi dự phòng của mình và "Báo động côn trùng". Trong khi đó, khi Chỉ huy Goddat đưa Luka đến đền của Diabolo, Diabolo tiết lộ rằng hắn hiện có kế hoạch rời bỏ Kaguya và xâm lược hành tinh Kano (tên gọi “Trái đất” đối với người Kaguya).
Ngay sau đó, Goddat đã giải thoát cho Luka khỏi chiếc còng tay. Anh ta tràn đầy cơn thịnh nộ khi biết rằng mình chỉ bị lợi dụng. Những người hầu hoàng gia đến đó và bắt giữ Goddat và Luka. Khi đến đó, những người bạn quyết định hỏi cư dân địa phương của hành tinh về Espal. Các cư dân tiết lộ rằng họ không biết bất cứ điều gì về họ nhưng tất cả những người quan trọng của hành tinh đều sống trong Dia Palace. Cả nhóm tiến vào Cung điện và bắt đầu tìm kiếm Luka và các bạn Espal. Trong nhà tù, Goddat tiết lộ với Luka rằng anh ta là hậu duệ của Tiến sĩ Godal (người đã tạo ra Espal) và đưa cho anh ta một vật duy truyền của con cháu đời sau mà anh ta thừa kế từ tổ tiên của mình, mà Luka giữ trong túi của mình. Cả nhóm đến đó và giải thoát các Espal. Luka nói với họ rằng Goddat là đồng minh của họ. Jaian và Suneo quyết định xử lý những người lính hoàng gia bằng "súng bắn keo" trong khi Goddat, Luka, Nobita và Doraemon tiến lên để chống lại Diabolo. Hình dạng thật của Diabolo đã được tiết lộ sau ngôi đền là một người máy và nói rằng Diabolo là Thần hủy diệt,sự thật là thủ phạm phá hủy Mặt trăng của hành tinh Kaguya là hắn chứ không phải tộc Espal. Tất cả đều bị sốc khi nhìn thấy nó. Diabolo tấn công cả bốn người và họ bất tỉnh trong khi Jaian và Suneo thua cuộc và họ cùng bị bắt.
Trong khi đó, trên Mặt Trăng, Shizuka nhìn thấy Nobbit đang làm việc gì đó và cô ấy bắt đầu nghĩ rằng ngay sau khi cô ấy tháo huy hiệu, Nobbit và tất cả Vương quốc Thỏ sẽ biến mất. Cô ấy gỡ bỏ nó và bất ngờ khi vẫn có thể nhìn thấy Nobbit. Đó là vì Huy hiệu Nguyên lý do Nobbit tạo ra. Shizuka nhanh chóng đeo huy hiệu dị thuyết trở lại. Luna gọi cho cô ấy và nói rằng báo động côn trùng đang đổ chuông và Shizuka đã có ý tưởng cứu cả nhóm.
Nobita và mọi người thức dậy và thấy mình đang ở trong một chiếc lồng để Diabolo chuẩn bị thả xuống dung nham nóng chảy. Diabolo nói với họ rằng hắn ta sẽ sử dụng Ether để trở nên trẻ hơn trở lại. Ngay sau đó, hắn ấy trở nên trẻ hơn một chút. Nobita khiêu khích cậu lấy ra một đồ dùng nhưng Doraemon nói rằng túi của cậu không có ở đó. Diabolo đã lấy mất túi của mình khi cậu ấy bất tỉnh. Lúc này, lời tiên tri của Aru vang lên. Sau đó, đột nhiên, hàng nghìn thỏ ngọc từ Vương quốc Thỏ ngọc, Shizuka và Luna cùng với Nobbit chui ra từ túi của Doraemon và họ giải phóng Espal và họ nói với họ rằng đó là do huy hiệu nguyên lý của Nobbit.
Toàn bộ đã chống lại Diabolo và hắn ta sắp bị tiêu diệt nhưng hắn đã bắt được Luna và trốn thoát. Hắn nói rằng hắn sẽ đến Trái đất để xâm chiếm. Sau đó, Mozzo nói rằng vỏ của  nó cứng nhất trong vũ trụ và họ đặt nó vào Đại bác không khí và Luka cho Nobita mượn năng lượng Ether và Mozzo đi thẳng qua con tàu, phá hủy nó hoàn toàn. Suneo đỡ được Luna và cứu cô ấy khỏi bị ngã. Đột nhiên, quả cầu màu xanh nhỏ cỡ viên bi bắt đầu phát sáng và ánh sáng của hành tinh được phục hồi. Doraemon điều tra quả cầu và nói với họ rằng nó là một loại Rêu sáng được chế tạo để sinh sôi và phát nổ khi tiếp xúc với Ether. Nobita nói rằng tổ tiên của Luka biết rằng một ngày nào đó, cậu sẽ trở lại và khôi phục ánh sáng của hành tinh. Goddat yêu cầu Luka ở lại với anh ta nhưng anh ta từ chối nói rằng vì một cuộc sống yên bình,tốt hơn là Espal vẫn còn là một huyền thoại.
Trở lại Mặt Trăng, đã đến lúc nói lời tạm biệt, Luka yêu cầu Doraemon tạo ra một giả thuyết rằng Espal chỉ là những sinh vật bình thường và đôi tai thỏ biến mất và họ trở thành những người bình thường. Doraemon và những người bạn trở lại Trái đất sau khi chào tạm biệt họ. Sau đó, họ chôn các huy hiệu "câu lạc bộ dị thuyết" của mình, để đảm bảo cuộc sống yên bình cho người Espal.

## Sản xuất

### Quá trình sản xuất
Doraemon: Nobita no Getsumen Tansa-ki do Yakuwa Shinnosuke đạo diễn, Tsujimura Mizuki hỗ trợ viết kịch bản và Hattori Takayuki soạn nhạc, công chiếu vào ngày 1 tháng 3 năm 2019 với thời lượng 111 phút. Theo Tsujimura Mizuki, khoảng 5 năm trước chị đã được Ủy ban sản xuất phim Doraemon mời viết kịch bản phim nhưng chị đã từ chối vì chị chỉ muốn làm người hâm mộ Doraemon bình thường. Sau đó Mugiwara Shintaro — đệ tử cuối cùng của họa sĩ Fujiko F. Fujio đã viết một bức thư gửi đến Tsujimura nói rằng muốn tìm một thế hệ tiếp nối "giúp đỡ" phát triển xê-ri điện ảnh Doraemon như anh đã từng làm sau khi bác Fujiko qua đời. Chính những câu nói này đã làm lay động khiến chị nhận viết kịch bản khi được mời lần nữa. Bối cảnh chủ đạo trong phim là Mặt Trăng, theo Tsujimura Mizuki đó là thiên thể mà nhiều người trên Trái Đất biết đến nhất. Bên cạnh đó năm 2019 cũng là kỉ niệm 50 năm con người đặt chân lên Mặt Trăng. Lúc sinh thời, tác giả Fujiko F. Fujio đã từng nhắc đến sự kiện tàu Apollo 11 được phóng lên vũ trụ. Các câu chuyện của Fujiko luôn cập nhật các thuyết mới cũng như kết hợp các yếu tố như địa lý, khoa học tự nhiên, lịch sử,... Tsujimura kế thừa tư tưởng mong muốn xây dựng câu chuyện mà khi xem xong mọi người có thể ngước lên bầu trời ngắm nhin Mặt Trăng. Tsujimura sau đó nhanh chóng bắt tay tìm hiểu các tư liệu về Mặt Trăng nhưng lại gặp khó khăn về vấn đề làm sao để hợp lý hóa xây dựng một câu chuyện trên Mặt Trăng. Đạo diễn Yakuwa Shinnosuke đã gợi ý về việc sử dụng "Huy hiệu thành viên câu lạc bộ dị thuyết". Thực tế trước đây sau khi họa sĩ Fujiko qua đời đã từng có vài đề xuất về câu chuyện trên Mặt Trăng nhưng đều bị bỏ ngỏ do quá khó. Khi kịch bản hoàn tất cũng là lúc đạo diễn Yakuwa bắt tay vào việc tạo hình nhân vật. Trong những bản phác thảo ban đầu, nhân vật Luka có cả mái tóc dài. Nhân vật Luna được tạo ra bắt nguồn cảm hứng từ truyền thuyết công chúa Kaguya. Trong phân đoạn bay đến Mặt Trăng, đạo diễn Yakuwa cho nhóm Nobita quay lại bằng khinh khi cầu nhằm nêu cao tinh thần quyết tâm của nhóm Nobita thay vì dùng tên lửa là có thể đến ngay tức khắc. Việc sử dụng khinh khí cầu cũng bắt nguồn từ một cuốn tiểu thuyết xưa mà ông đã nhìn thấy trong quá trình tìm tài liệu xây dựng phim. Thông điệp ông muốn gửi gắm qua bộ phim là tầm quan trọng của trí tưởng tượng. Đó chính là lý do khiến Luka nhờ cậy vào Nobita thay vì Dekisugi.

### Quảng bá và phát hành
Trước khi những thông tin đầu tiên được chính thức công bố vào ngày15 tháng 10 năm 2018, thì một đoạn video ngắn vài giây giới thiệu về bộ phim đã được trình chiếu ở cảnh hậu danh đề (after-credit) của Nobita no Takarajima công chiếu vào ngày 3 tháng 3 trước đó. Trailer thứ hai của phim ra mắt vào ngày 14 tháng 12 năm 2018. Từ ngày 31 tháng 12 đến 8 tháng 3 năm 2019, chuyên mục Doraemon Nobita no Uchū Sagu Q! phát sóng với các câu đố xoay quanh về Mặt Trăng và được quay tại một cơ sở của NASA. Ngày 7 tháng 2 Shogakukan phát hành tiểu thuyết cùng tên do Tsujimura Muzuki viết trên hai phiên bản Shirokuban và Junior Bunko. Tại Diễn đàn Quốc Tế Tokyo diễn ra vào ngày 14 tháng 2 năm 2019, một buổi họp ra mắt phim đã diễn ra. Ngày 26 tháng 2, sáu Moon Visual được trình diện. Furyu đã phát hành một trò chơi điện tử trên nền tảng Nintendo Switch vào ngày 28 tháng 2. Một ngày trước khi khởi chiếu, ê- kíp phim đã có mặt tại Toho Roppongi Hills chào mừng sự kiện phim ra mắt. Ngày 17 tháng 3 tổ chức buổi cảm ơn khán giả đã đến ủng hộ xem phim. Ngày 7 tháng 8 năm 2019, Shogakukan đã phân phối phim dưới dạng DVD và Blu-ray. Các sản phẩm ăn theo cũng nhanh chóng được bán ra. Kết hợp với dòng trò chơi Line PokoPoko ra mắt phiên bản game đặc biệt từ phim. Một sản phẩm điện ảnh ngắn cross-over giữa Doraemon và các nhượng quyền nhân vật trong manga của họa sĩ Fujiko được trình chiếu tại Viện bảo tàng Fujiko F. Fujio vào ngày 9 tháng 3 năm 2019 mang tên Getsumen Race de Daipinch!! cùng chủ đề về cuộc đua trên Mặt Trăng do Tsujimura Mizuki viết kịch bản còn đạo diễn là Teramoto Yukiyo.
Sau khi công chiếu tại Nhật Bản, Doraemon: Nobita no Getsumen Tansa-ki tiếp tục được giới thiệu ở một số quốc gia khác. Phim đã công chiếu ở các rạp tại Trung Quốc vào ngày 1 tháng 6 năm 2019, tại Brunei vào ngày 4 tháng 7 năm 2019, tại Malaysia vào ngày 25 tháng 7 năm 2019, tại Đài Loan vào ngày 26 tháng 7 năm 2019,, tại Hồng Kông vào ngày 8 tháng 8 năm 2019, tại Indonesia vào ngày 25 tháng 9 năm 2019, và tại Thái Lan vào ngày 3 tháng 10 năm 2019. Tại Việt Nam, phim được trình chiếu tại cụm rạp vào ngày 24 tháng 5 năm 2019.

## Lồng tiếng
| Nhân vật           | Diễn viên lồng tiếng | Diễn viên lồng tiếng |
| Nhân vật           | Nhật Bản             | Việt Nam             |
| ------------------ | -------------------- | -------------------- |
| Doraemon           | Mizuta Wasabi        | Nguyễn Thị Thùy Tiên |
| Nobita             | Ōhara Megumi         | Đặng Hoàng Khuyết    |
| Shizuka            | Kakazu Yumi          | Phan Hoài Thương     |
| Jaian              | Kimura Subaru        | Huỳnh Thiện Trung    |
| Suneo              | Seki Tomokazu        | Thái Văn Minh Vũ     |
| Mẹ Nobita          | Mitsuishi Kotono     | Huỳnh Thị Thu Hiền   |
| Ba Nobita          | Matsumoto Yasunori   | Trần Vũ              |
| Taraba             | Takeda Kōshi         | Chánh Tín            |
| Thỏ quái vật       | Terashima Takuma     | Tất My Ly            |
| Dekisugi           | Hagino Shihoko       | Phạm Hồ Thanh Lộc    |
| Aru                | Ōtani Ikue           | Phạm Hồ Thanh Lộc    |
| Thầy giáo          | Takagi Wataru        | Hồ Chơn Nhơn         |
| Diabolo            | Yoshida Kōtarō       | Hồ Chơn Nhơn         |
| Mozzo              | Yukiji               | Kim Ngọc             |
| Haruo              | Yaguchi Asami        | Lê Nguyễn Tuấn Anh   |
| Cancer             | Nakaoka Sōichi       | Nguyễn Hoàng Trí     |
| Yasuo              | Keichō Yuka          | Nguyễn Kim Anh       |
| Luka               | Minagawa Junko       | Nguyễn Kim Anh       |
| Luna               | Hirose Alice         | Phạm Thúy Hằng       |
| Crab               | Takahashi Shigeo     | Nguyễn Quang Tuyên   |
| Tiến sĩ Goddard    | Yagira Yūya          | Nguyễn Trí Luân      |
| Vợ tiến sĩ Goddard | Watanabe Akeno       | Tấn Phong            |
| Kaia               | Sakai Ai             | Võ Ngọc Quyên        |

## Nhạc phim

### Nhạc nền
Tương tự như Nobita và đảo giấu vàng (2018), ở Nobita và Mặt Trăng phiêu lưu ký, Hattori Takayuki tiếp tục đồng hành với tư cách là nhà soạn nhạc nền cho phim. Các ca khúc trong phim sau đó được hãng Avex Classics tập hợp đóng gói thành một album CD phát hành vào ngày 27 tháng 2 năm 2019 với tên Eiga Doraemon Nobita no Getsumen Tansaki Original Soundtrack.
Tất cả nhạc phẩm được soạn bởi Hattori Takayuki.
| Eiga Doraemon Nobita no Getsumen Tansaki Original Soundtrack | Eiga Doraemon Nobita no Getsumen Tansaki Original Soundtrack                                                                          | Eiga Doraemon Nobita no Getsumen Tansaki Original Soundtrack |
| STT                                                          | Nhan đề | Thời lượng                                                   |
| ------------------------------------------------------------ | --- | ------------------------------------------------------------ |
| 1.                                                           | "Nazo no Shiroi Kage" (謎の白い影) | 0:29                                                         |
| 2.                                                           | "Isetsu Club Members Bajji" (異説クラブメンバーズバッジ)                                                                              | 2:04                                                         |
| 3.                                                           | "Tsuki no Uragawa" (月の裏側) | 1:43                                                         |
| 4.                                                           | "Moonbit" (ムービット) | 0:47                                                         |
| 5.                                                           | "Susuki to Shōnen" (ススキと少年) | 0:33                                                         |
| 6.                                                           | "Nazo no Tenkōsei" (謎の転校生) | 1:34                                                         |
| 7.                                                           | "Shin'nyū-sha" (侵入者) | 0:50                                                         |
| 8.                                                           | "Pikkaridake no Shima" (ピッカリダケの島)                                                                                             | 2:10                                                         |
| 9.                                                           | "Diabolo no Theme" (ディアボロのテーマ)                                                                                               | 1:23                                                         |
| 10.                                                          | "Member ni Irete yo" (メンバーに入れてよ)                                                                                             | 0:16                                                         |
| 11.                                                          | "Usagi Ōkoku" (ウサギ王国) | 2:09                                                         |
| 12.                                                          | "O mochi Ryōri" (おもち料理) | 0:46                                                         |
| 13.                                                          | "Usagi no Dance (Disco Mix)" (兎のダンス（ディスコMix))                                                                               | 1:12                                                         |
| 14.                                                          | "Love" | 0:25                                                         |
| 15.                                                          | "Usagi Kaijū" (ウサギ怪獣) | 1:07                                                         |
| 16.                                                          | "Chika Suidō" (地下水道) | 1:01                                                         |
| 17.                                                          | "Luka no Shōtai" (ルカの正体) | 1:05                                                         |
| 18.                                                          | "Espal no Colony" (エスパルのコロニー)                                                                                                | 2:54                                                         |
| 19.                                                          | "Aru no Theme" (アルのテーマ) | 0:59                                                         |
| 20.                                                          | "Ether" (エーテル) | 2:44                                                         |
| 21.                                                          | "Kaguya Hoshi (Kaisō)" (カグヤ星（回想）)                                                                                             | 2:05                                                         |
| 22.                                                          | "Goddard Taichō no Theme" (ゴダート隊長のテーマ)                                                                                      | 3:11                                                         |
| 23.                                                          | "Moon Chase" (ムーンチェイス) | 1:20                                                         |
| 24.                                                          | "Tomodachi Dakara" (友達だから) | 0:54                                                         |
| 25.                                                          | "Gekkō no Tabidachi ~'The Gift' (Draballoon Mix)" (月光の旅立ち～「THE GIFT」（ドラバルーンMix）)                                     | 4:10                                                         |
| 26.                                                          | "Diabolo no Theme (Gyakushū no Taraba)" (ディアボロのテーマ（逆襲のタラバ）)                                                          | 1:38                                                         |
| 27.                                                          | "Moero Goddard" (燃えろゴダート!) | 0:40                                                         |
| 28.                                                          | "Kaguya Hoshi (Hinmin-gai)" (カグヤ星（貧民街）)                                                                                      | 2:01                                                         |
| 29.                                                          | "Goddard Hakase Fusai no Theme" (ゴダート博士夫妻のテーマ)                                                                            | 1:10                                                         |
| 30.                                                          | "Esper Bōshi" (エスパーぼうし) | 1:01                                                         |
| 31.                                                          | "Kanshi Medama" (監視目玉) | 0:33                                                         |
| 32.                                                          | "Kaguya Hoshi o Sukue!" (カグヤ星を救え!)                                                                                             | 0:58                                                         |
| 33.                                                          | "Diaboro ga Inai! ?" (ディアボロがいない!?)                                                                                           | 2:31                                                         |
| 34.                                                          | "Shokei-ba de Dai Pinchi! !" (処刑場で大ピンチ!!)                                                                                     | 1:29                                                         |
| 35.                                                          | "Sen no Usagi ga Furisosogu ~'Yume wo Kanaete Doraemon' (Battle Mix)" (千のウサギが降り注ぐ～「夢をかなえてドラえもん」（バトルMix）) | 3:31                                                         |
| 36.                                                          | "Hakai Heiki" (破壊兵器) | 2:42                                                         |
| 37.                                                          | "Watashi no Kōra ga Uchū Ichi Katai no o Gozonji nai?" (私の甲羅が宇宙一硬いのをご存知ない?)                                          | 0:59                                                         |
| 38.                                                          | "Goddard Hakase Fusai no Theme (Nobita no O yatsu)" (ゴダート博士夫妻のテーマ（のび太のおやつ）)                                      | 0:46                                                         |
| 39.                                                          | "Tsuki no Ura no Kono Basho de" (月の裏のこの場所で)                                                                                  | 0:58                                                         |
| 40.                                                          | "Sayōnara Usagi Ōkoku" (さようならウサギ王国)                                                                                         | 1:37                                                         |
| Tổng thời lượng:                                             | Tổng thời lượng: | 60:23                                                        |

### Ca khúc chủ đề
Bên cạnh ca khúc chủ đề mở đầu thường niên "Yume wo Kanaete Doraemon" (夢をかなえてドラえもん, tạm dịch: "Có Doraemon, giấc mơ thành hiện thực") do Mao trình bày thì nhà sản xuất quyết định mời Hirai Dai sáng tác ra ca khúc chủ đề ca khúc kết thúc phim. Do phim đặt bối cảnh trên Mặt Trăng nên anh đã tạo ra ca khúc ballad "The Gift". Ngày 27 tháng 2 năm 2019, ca khúc được Avex Trax phát hành dưới định dạng đĩa đơn cùng tên bên trong bao gồm bốn ca khúc là "The Gift", "Life is Beautiful -Live at the Republik, Honolulu, Hi-, My Love -Live at Republik, Honolulu, Hi-" và "The Gift -Instrumental-". Trên Billboard Japan, ca khúc hai tuần liên tiếp dẫn đầu bảng xếp hạng "Hot Animation" trong tuần đầu ra mắt, và đứng vị trí thứ sáu trong nửa đầu năm 2019.
Bên cạnh đó bài "Usagi no Dance" (兎のダンス, tạm dịch: "Vũ điệu thỏ") do Hibari Children Chorus trình bày cũng được lồng trong phim.

## Tiếp cận
Phim được Toho phân phối trình chiếu trên 382 màn hình. Phim đạt doanh thu khoảng 757 triệu Yên ở thời điểm khởi chiếu và sáu tuần liên tiếp dẫn đầu bảng xếp hạng phòng vé tại Nhật Bản. Đến tuần thứ 10, tổng doanh thu ước đạt 4.93 tỉ yên.
Tại thị trường Trung Quốc, phim thu về doanh thu khoảng 18 triệu đôla Mỹ còn tại Hồng Kông là 1.1 đôla Mỹ và tại Việt Nam là 1 triệu đôla Mỹ.
Theo cuộc khảo sát của Pia về mức độ hài lòng của khán giả ở thời điểm công chiếu, phim đạt 91.4 điểm xếp vị trí thứ ba chỉ sau Green Book và King of Prism: Shiny Seven Stars.

## Tranh cãi
Nobita no Getsumen Tansaki ban đầu dự kiến công chiếu tại Hàn Quốc trong tháng 8 năm 2019. Tuy nhiên sau đó bị cấm chiếu do ảnh hưởng từ Chiến tranh thương mại Nhật Bản – Hàn Quốc 2019.